# Can't Fight This Feeling (Junior Caldera)
Can't Fight This Feeling è un singolo del DJ francese Junior Caldera interpretato insieme alla cantante pop britannica Sophie Ellis-Bextor e pubblicato il 22 febbraio 2010 dall'etichetta discografica Polydor.
Il brano è stato scritto da Sophie Ellis-Bextor, Junior Caldera e Julien Carrett ed è stato prodotto dallo stesso Caldera. Di genere disco house, ne sono stati realizzati svariati remix. È stato inserito nel primo album del DJ, Début, e nel quarto album di inediti della Ellis-Bextor, Make a Scene.

## Tracce
Digital download bundle 1
1. Can't Fight this Feeling (Radio Edit)
2. Can't Fight this Feeling (Junior Moonlight Remix)
3. Can't Fight this Feeling (Mischa Daniels Radio Edit)
4. Can't Fight this Feeling (Soundshakerz Radio Edit)
5. Can't Fight this Feeling (Junior Caldera Remix Radio Edit)

Digital download bundle 2
1. Can't Fight this Feeling (Soulshakerz Club Extended Mix)
2. Can't Fight this Feeling (Avicii Universe Mix)
3. Can't Fight this Feeling (Junior Caldera Remix)
4. Can't Fight this Feeling (Mischa Daniels Original Mix)

Digital download bundle 3
1. Can't Fight this Feeling (Radio Edit)
2. Can't Fight this Feeling (Original Mix)

CD Single
1. Can't Fight This Feeling (Original Version)